# Chaperiopsis arcifera
Chaperiopsis arcifera är en mossdjursart som beskrevs av Levinsen 1909. Chaperiopsis arcifera ingår i släktet Chaperiopsis och familjen Chaperiidae. Inga underarter finns listade i Catalogue of Life.